# Article 13 de la Charte canadienne des droits et libertés
L'article 13 de la Charte canadienne des droits et libertés est un article de la Charte des droits de la Constitution du Canada qui, avec l'article 11(c), garantit le droit à la protection contre l'incrimination de soi-même.

## Texte
L'article se lit comme suit :

« 13. Chacun a droit à ce qu'aucun témoignage incriminant qu'il donne ne soit utilisé pour l'incriminer dans d'autres procédures, sauf lors de poursuites pour parjure ou pour témoignages contradictoires. »

— Article 13 de la Charte canadienne des droits et libertés

## Historique
Des protections contre l'incrimination de soi-même existaient en droit canadien même avant la Charte, mais elles s'appliquaient aux cas où un individu s'accuserait lui-même lors d'un témoignage donné au procès d'une autre personne. Depuis l'entrée en vigueur de la Charte, ce droit a été étendu en jurisprudence pour exclure, en cas d'un nouveau procès d'un individu, des éléments de preuve obtenus lors d'un contre-interrogatoire du premier procès.

## Source
- (en) Cet article est partiellement ou en totalité issu de l’article de Wikipédia en anglais intitulé « Section Thirteen of the Canadian Charter of Rights and Freedoms » (voir la liste des auteurs).